# Christine Lambrecht
Christine Lambrecht (ur. 19 czerwca 1965 w Mannheimie) – niemiecka polityk, prawniczka i samorządowiec. Działaczka Socjaldemokratycznej Partii Niemiec (SPD), posłanka do Bundestagu (1998–2021). W latach 2019–2021 minister sprawiedliwości i ochrony konsumentów, w 2021 jednocześnie minister ds. rodziny, osób starszych, kobiet i młodzieży, w latach 2021–2023 minister obrony.

## Życiorys
W 1984 zdała egzamin maturalny, po czym studiowała prawo na Uniwersytecie w Mannheimie i na Uniwersytecie Johannesa Gutenberga w Moguncji. W 1992 i 1995 zdała państwowe egzaminy prawnicze I oraz II stopnia. W latach 1992–1998 pracowała jako wykładowczyni prawa handlowego i korporacyjnego w Berufsakademie Mannheim. W 1995 uzyskała uprawnienia adwokata.
W 1982 została członkinią Socjaldemokratycznej Partii Niemiec. W latach 1985–2008 była radną w Viernheim, przez pewien czas pełniła funkcję przewodniczącej rady miejskiej. Od 1989 do 1997 zasiadała w radzie powiatu Bergstraße. W 1998 po raz pierwszy została wybrana w skład Bundestagu. Z powodzeniem ubiegała się o reelekcję w wyborach w 2002, 2005, 2009, 2013 i 2017.
Obejmowała różne funkcje w SPD. Była wiceprzewodniczącą frakcji poselskiej i jej sekretarzem generalnym odpowiedzialnym za dyscyplinę. W marcu 2018 powołana na parlamentarnego sekretarza stanu przy federalnym ministrze finansów Olafie Scholzu. W czerwcu 2019 została oficjalną kandydatką socjaldemokratów na urząd ministra sprawiedliwości i ochrony konsumentów. Nominację na to stanowisko otrzymała 27 czerwca tegoż roku w czwartym rządzie Angeli Merkel. W maju 2021 dodatkowo została ministrem ds. rodziny, osób starszych, kobiet i młodzieży, zastępując Franziskę Giffey.
W grudniu 2021 w nowo utworzonym gabinecie Olafa Scholza przeszła na stanowisko ministra obrony. W styczniu 2023 złożyła rezygnację z zajmowanej funkcji. Nastąpiło to po tym, jak wielokrotnie była krytykowana za swoją pracę w tej roli, a także po ujawnieniu, że w trakcie pełnienia stanowisk rządowych regularnie zabierała syna w podróże służbowe. Zakończyła urzędowanie 19 stycznia tegoż roku.

## Życie prywatne
Jej mężem był niemiecki polityk Hans-Joachim Hacker. Ma syna Alexandra (ur. 2000).